# Ліпе (Паєнчанський повіт)
Ліпе (пол. Lipie) — село в Польщі, у гміні Келчиґлув Паєнчанського повіту Лодзинського воєводства.
Населення — 84 особи (2011).
У 1975-1998 роках село належало до Серадзького воєводства.

## Демографія
Демографічна структура станом на 31 березня 2011 року:
|          | Загалом | Допрацездатний вік | Працездатний вік | Постпрацездатний вік |
| -------- | ------- | ------------------ | ---------------- | -------------------- |
| Чоловіки | 43      | 7                  | 33               | 3                    |
| Жінки    | 41      | 7                  | 23               | 11                   |
| Разом    | 84      | 14                 | 56               | 14                   |